# Siderolamprus cyanochloris
Siderolamprus cyanochloris — вид веретільницеподібних ящірок родини Diploglossidae. Ендемік Коста-Рики.

## Поширення і екологія
Siderolamprus cyanochloris мешкають в передгір'ях і на нижніх схилах гір Сьєрра-де-Тіларан, Кордильєра-Сентраль і Кордильєра-де-Таламанка. Вони живуть у вологих гірських тропічних лісах Таламанки. Зустрічаються на висоті від 1200 до 1710 м над рівнем моря.